# 안강운동장
안강운동장(安康運動場, Angang Stadium)은 대한민국 경상북도 경주시에 있는 스포츠 시설이다. 인조잔디 필드와 우레탄 트랙이 갖춰진 경기장이며, 2001년 10월에 준공되었다. 2003년에 인조잔디를 설치하여 2019년까지 하키 경기장으로 사용되었다. 2019년에 경주시청은 하키 인조잔디를 축구 인조잔디로 교체하기로 결정하고, 2020년에 리모델링 공사를 완료했다.

## 참고 문헌
- “경주시 스포츠 시설”. 《경주 문화관광》. 경주시청.
- 《2020년 전국 공공체육시설 현황 (2019년말 기준)》. 대한민국 문화체육관광부. 2021.
- 《2023 전국 공공체육시설 현황 (2022년 12월말 기준)》. 대한민국 문화체육관광부. 2024.